# Judo vid olympiska sommarspelen 2020

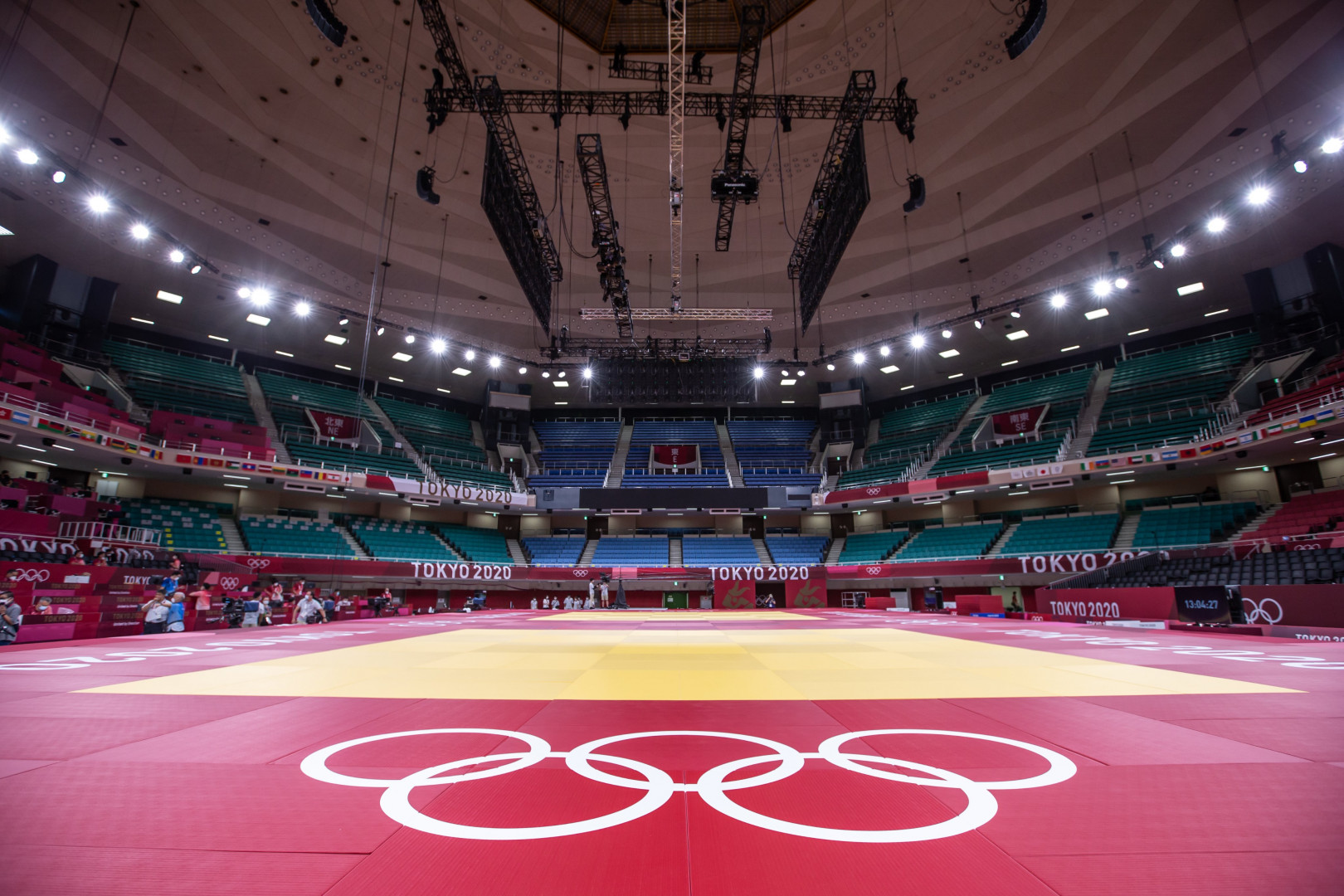

Judo vid olympiska sommarspelen 2020 arrangerades mellan 24 och 31 juli 2021 i Nippon Budokan i Tokyo i Japan. På programmet fanns sju individuella tävlingar för damer och sju individuella tävlingar för herrar samt den nya grenen mixedlag.
Tävlingarna skulle ursprungligen ha hållits mellan 25 juli och 1 augusti 2020 men de blev uppskjutna på grund av Covid-19-pandemin.

## Medaljsammanfattning
| Damer                               | Guld                          | Silver                         | Brons                              |
| Extra lättvikt (48 kg) Detaljer...  | Distria Krasniqi Kosovo       | Funa Tonaki Japan              | Darja Bilodid Ukraina              |
| Extra lättvikt (48 kg) Detaljer...  | Distria Krasniqi Kosovo       | Funa Tonaki Japan              | Urantsetseg Munkhbat Mongoliet     |
| Halv lättvikt (52 kg) Detaljer...   | Uta Abe Japan                 | Amandine Buchard Frankrike     | Odette Giuffrida Italien           |
| Halv lättvikt (52 kg) Detaljer...   | Uta Abe Japan                 | Amandine Buchard Frankrike     | Chelsie Giles Storbritannien       |
| Lättvikt (57 kg) Detaljer...        | Nora Gjakova Kosovo           | Sarah-Léonie Cysique Frankrike | Tsukasa Yoshida Japan              |
| Lättvikt (57 kg) Detaljer...        | Nora Gjakova Kosovo           | Sarah-Léonie Cysique Frankrike | Jessica Klimkait Kanada            |
| Halv mellanvikt (63 kg) Detaljer... | Clarisse Agbegnenou Frankrike | Tina Trstenjak Slovenien       | Maria Centracchio Italien          |
| Halv mellanvikt (63 kg) Detaljer... | Clarisse Agbegnenou Frankrike | Tina Trstenjak Slovenien       | Catherine Beauchemin-Pinard Kanada |
| Mellanvikt (70 kg) Detaljer...      | Chizuru Arai Japan            | Michaela Polleres Österrike    | Madina Tajmazova ROC               |
| Mellanvikt (70 kg) Detaljer...      | Chizuru Arai Japan            | Michaela Polleres Österrike    | Sanne van Dijke Nederländerna      |
| Halv tungvikt (78 kg) Detaljer...   | Shori Hamada Japan            | Madeleine Malonga Frankrike    | Anna-Maria Wagner Tyskland         |
| Halv tungvikt (78 kg) Detaljer...   | Shori Hamada Japan            | Madeleine Malonga Frankrike    | Mayra Aguiar Brasilien             |
| Tungvikt (+78 kg) Detaljer...       | Akira Sone Japan              | Idalys Ortíz Kuba              | Iryna Kindzerska Azerbajdzjan      |
| Tungvikt (+78 kg) Detaljer...       | Akira Sone Japan              | Idalys Ortíz Kuba              | Romane Dicko Frankrike             |

| Herrar                              | Guld                   | Silver                         | Brons                             |
| Extra lättvikt (60 kg) Detaljer...  | Naohisa Takato Japan   | Yang Yung-wei Kinesiska Taipei | Jeldos Smetov Kazakstan           |
| Extra lättvikt (60 kg) Detaljer...  | Naohisa Takato Japan   | Yang Yung-wei Kinesiska Taipei | Luka Mkheidze Frankrike           |
| Halv lättvikt (66 kg) Detaljer...   | Hifumi Abe Japan       | Vazja Margvelasjvili Georgien  | Daniel Cargnin Brasilien          |
| Halv lättvikt (66 kg) Detaljer...   | Hifumi Abe Japan       | Vazja Margvelasjvili Georgien  | An Ba-ul Sydkorea                 |
| Lättvikt (73 kg) Detaljer...        | Shohei Ono Japan       | Lasja Sjavdatuasjvili Georgien | An Chang-rim Sydkorea             |
| Lättvikt (73 kg) Detaljer...        | Shohei Ono Japan       | Lasja Sjavdatuasjvili Georgien | Tsogtbaatar Tsend-Ochir Mongoliet |
| Halv mellanvikt (81 kg) Detaljer... | Takanori Nagase Japan  | Saeid Mollaei Mongoliet        | Shamil Borchashvili Österrike     |
| Halv mellanvikt (81 kg) Detaljer... | Takanori Nagase Japan  | Saeid Mollaei Mongoliet        | Matthias Casse Belgien            |
| Mellanvikt (90 kg) Detaljer...      | Lasja Bekauri Georgien | Eduard Trippel Tyskland        | Davlat Bobonov Uzbekistan         |
| Mellanvikt (90 kg) Detaljer...      | Lasja Bekauri Georgien | Eduard Trippel Tyskland        | Krisztián Tóth Ungern             |
| Halv tungvikt (100 kg) Detaljer...  | Aaron Wolf Japan       | Cho Gu-ham Sydkorea            | Jorge Fonseca Portugal            |
| Halv tungvikt (100 kg) Detaljer...  | Aaron Wolf Japan       | Cho Gu-ham Sydkorea            | Nijaz Iljasov ROC                 |
| Tungvikt (+100 kg) Detaljer...      | Lukáš Krpálek Tjeckien | Guram Tusjisjvili Georgien     | Teddy Riner Frankrike             |
| Tungvikt (+100 kg) Detaljer...      | Lukáš Krpálek Tjeckien | Guram Tusjisjvili Georgien     | Tamerlan Basjajev ROC             |

| Mixedlag             | Guld | Silver | Brons |
| Mixedlag Detaljer... | Frankrike Clarisse Agbegnenou Amandine Buchard Guillaume Chaine Axel Clerget Sarah-Léonie Cysique Romane Dicko Alexandre Iddir Kilian Le Blouch Madeleine Malonga Margaux Pinot Teddy Riner | Japan Hifumi Abe Uta Abe Chizuru Arai Shori Hamada Hisayoshi Harasawa Shoichiro Mukai Takanori Nagase Shohei Ono Akira Sone Miku Tashiro Aaron Wolf Tsukasa Yoshida | Tyskland Johannes Frey Karl-Richard Frey Jasmin Grabowski Katharina Menz Dominic Ressel Giovanna Scoccimarro Sebastian Seidl Theresa Stoll Martyna Trajdos Eduard Trippel Anna-Maria Wagner Igor Wandtke |
| Mixedlag Detaljer... | Frankrike Clarisse Agbegnenou Amandine Buchard Guillaume Chaine Axel Clerget Sarah-Léonie Cysique Romane Dicko Alexandre Iddir Kilian Le Blouch Madeleine Malonga Margaux Pinot Teddy Riner | Japan Hifumi Abe Uta Abe Chizuru Arai Shori Hamada Hisayoshi Harasawa Shoichiro Mukai Takanori Nagase Shohei Ono Akira Sone Miku Tashiro Aaron Wolf Tsukasa Yoshida | Israel Tohar Butbul Raz Hershko Li Kochman Inbar Lanir Sagi Muki Timna Nelson-Levy Peter Paltchik Shira Rishony Or Sasson Gili Sharir Baruch Shmailov                                                    |

Denna tabell: visa • redigera

## Medaljtabell
| Pl.    | Nation           | Guld | Silver | Brons | Totalt |
| ------ | ---------------- | ---- | ------ | ----- | ------ |
| 1      | Japan            | 9    | 2      | 1     | 12     |
| 2      | Frankrike        | 2    | 3      | 3     | 8      |
| 3      | Kosovo           | 2    | 0      | 0     | 2      |
| 4      | Georgien         | 1    | 3      | 0     | 4      |
| 5      | Tjeckien         | 1    | 0      | 0     | 1      |
| 6      | Mongoliet        | 0    | 1      | 2     | 3      |
| 6      | Sydkorea         | 0    | 1      | 2     | 2      |
| 6      | Tyskland         | 0    | 1      | 2     | 3      |
| 9      | Österrike        | 0    | 1      | 1     | 2      |
| 10     | Kinesiska Taipei | 0    | 1      | 0     | 1      |
| 10     | Kuba             | 0    | 1      | 0     | 1      |
| 10     | Slovenien        | 0    | 1      | 0     | 1      |
| 13     | ROC              | 0    | 0      | 3     | 3      |
| 14     | Brasilien        | 0    | 0      | 2     | 2      |
| 14     | Italien          | 0    | 0      | 2     | 2      |
| 14     | Kanada           | 0    | 0      | 2     | 2      |
| 17     | Azerbajdzjan     | 0    | 0      | 1     | 1      |
| 17     | Belgien          | 0    | 0      | 1     | 1      |
| 17     | Israel           | 0    | 0      | 1     | 1      |
| 17     | Kazakstan        | 0    | 0      | 1     | 1      |
| 17     | Nederländerna    | 0    | 0      | 1     | 1      |
| 17     | Portugal         | 0    | 0      | 1     | 1      |
| 17     | Storbritannien   | 0    | 0      | 1     | 1      |
| 17     | Ukraina          | 0    | 0      | 1     | 1      |
| 17     | Ungern           | 0    | 0      | 1     | 1      |
| 17     | Uzbekistan       | 0    | 0      | 1     | 1      |
| Totalt | Totalt           | 15   | 15     | 30    | 60     |

### Fotnoter
1. ↑  Olympic Games Tokyo 2020. International Judo Federation. Läst 31 juli 2021.
2. ↑  (16 juni 2021). Judo Competition Schedule. Arkiverad 3 juli 2021 hämtat från the Wayback Machine. olympics.com. Läst 24 juni 2021.
3. ↑  Judo. tokyo2020.org. Läst 9 oktober 2019.
4. ↑  (Program från 31 juli 2019). Olympic Competition Schedule. tokyo2020.org. Läst 7 oktober 2019.
5. ↑  (30 mars 2020). IOC, IPC, Tokyo 2020 Organising Committee and Tokyo Metropolitan Government announce new dates for the Olympic and Paralympic Games Tokyo 2020. IOK. Läst 24 juni 2021.
6. ↑  (24 juli 2021). Judo – Women -48 kg – Medallists. olympics.com. Läst 24 juli 2021.
7. ↑  (25 juli 2021). Judo – Women -52 kg – Medallists. olympics.com. Läst 25 juli 2021.
8. ↑  (26 juli 2021). Judo – Women -57 kg – Medallists. olympics.com. Läst 26 juli 2021.
9. ↑  (27 juli 2021). Judo – Women -63 kg – Medallists. olympics.com. Läst 27 juli 2021.
10. ↑  (28 juli 2021). Judo – Women -70 kg – Medallists. olympics.com. Läst 28 juli 2021.
11. ↑  (29 juli 2021). Judo – Women -78 kg – Medallists. olympics.com. Läst 29 juli 2021.
12. ↑  (30 juli 2021). Judo – Women +78 kg – Medallists. olympics.com. Läst 30 juli 2021.
13. ↑  (24 juli 2021). Judo – Men -60 kg – Medallists. olympics.com. Läst 24 juli 2021.
14. ↑  (25 juli 2021). Judo – Men -66 kg – Medallists. olympics.com. Läst 25 juli 2021.
15. ↑  (26 juli 2021). Judo – Men -73 kg – Medallists. olympics.com. Läst 26 juli 2021.
16. ↑  (27 juli 2021). Judo – Men -81 kg – Medallists. olympics.com. Läst 27 juli 2021.
17. ↑  (28 juli 2021). Judo – Men -90 kg – Medallists. olympics.com. Läst 28 juli 2021.
18. ↑  (29 juli 2021). Judo – Men -100 kg – Medallists. olympics.com. Läst 29 juli 2021.
19. ↑  (30 juli 2021). Judo – Men +100 kg – Medallists. olympics.com. Läst 30 juli 2021.
20. ↑  (31 juli 2021). Judo – Mixed Team – Medallists. olympics.com. Läst 31 juli 2021.